# فروة بن المسيك المرادي
فَرْوَة بن المُسَيْك الغطيفي المرادي المذحجي  (? - 650 م) هو صحابي من أهل اليمن، ووفد عليه في السنة العاشرة للهجرة وعينه النبي على صدقات قومه. مذحج.

## عنه
أبو عُمير، فَرْوة بن مُسَيك بن الحارث بن سَلَمة بن الحارث بن ذويد بن مالك بن مُنَبه بن غُطَيف بن عبد اللّه بن ناجية بن مُرَاد المراديّ، ينتهي نسبه إلى قبيلة مَذْحِج. فارس وشاعرٌ ذو، كان له غَناء كثير في الجاهلّية والإسلام، صحابيّ من الولاة، أسلم عام الفتح، ذُكِر أنّه كان في الجاهليّة موالياً لملوك كندة، ثم فارقهم لمّا أسلم وحسن إسلامه.

## وفوده إلى النبي
وفد على النّبيّ وهو في المدينة، فأنزله سعدُ بنُ عُبادة عليه، ثم غدا على الرسول فسلّم عليه ثم قال: يا رسول الله، أنا لِمَن ورائي من قومي فأجازه الرسول باثنتي عشرة أُوْقِيّة (والأوقية = 40 درهماً)، وحمله على بعير نجيب، وأعطاه حلّةً من نسج عُمان.

## تواجده مع الرسول واشعاره

### وفود فروة بن مسيك المرادي إلى رسول اللهﷺ
قال ابن إسحاق: وقدم فروة بن مسيك المرادي مفارقا لملوك كندة، ومباعدا لهم إلى رسول الله ﷺ وقد كان بين قومه مراد وبين همدان وقعة قبيل الإسلام، أصابت همدان من قومه حتى أثخنوهم، وكان ذلك في يوم يقال له: الردم، وكان الذي قاد همدان إليهم الأجدع بن مالك. قال ابن هشام: ويقال مالك بن خريم الهمداني. قال ابن إسحاق: فقال فروة بن مسيك في ذلك اليوم:
قال ابن إسحاق: ولما توجه فروة بن مسيك إلى رسول الله ﷺ مفارقا ملوك كندة قال:
وكان يحضر مجلس الرسول ﷺ ويتعلّم القرآن وفرائض الإسلام، فسأله الرسول ذات يومٍ عن يوم الرَّزْم وهو يوم كان بين مُراد وهَمْدان وبني الحارث ابن كعب، غُلِبت فيه مراد، ووُسِّدت التراب جلّة ساداتها وأشرافها، قائلاً: «يا فَرْوة، هل ساءك ما أصاب قومك يوم الرَّزْم؟» قال: «يا رسول الله، مَنْ ذا يصيب قومه ما أصاب قومي لا يسوؤه!» فقال رسول الله: «أمَا إنّ ذلك لم يزدْ قومك في الإسلام إلا خيرًا». وفي هذا اليوم يقول فروة، مظهراً جلداً وصبراً عظيمين لما أصاب قومه، مؤمنًا بدَُولة الدّهر وتصاريفه من قصيدته النّونيّة المشهورة:
استعمله رسول الله على صدقات زُبيد ومراد ومَذْحِج، فكان معه في بلاده حتى توفي رسول الله ﷺ. ولمّا ظهر الأسود العنسيّ المُتَنَبِّئ باليمن، وانخدع به خلقٌ عظيم، من عَنْس وزُبيد ومَذْحِج، فارتدّوا، ودانت لهم اليمن من نجران إلى حضرموت، ثبت فروة على دينه وعضّ عليه بالنّواجذ، وقاتل المرتدّين، وفيهم عمرو بن معدي كرب الزُّبيديّ، أشدّ قتال؛ وفي ذلك يقول عمرو: "وجدنا مُلْكَ فروةَ شرَّ مُلكٍ"، وبعده من قصيدة له يذمّ فيها فروة:
بقي على صدقات مَذْحِج حتى خلافة عمر بن الخطّاب على قول بعضهم، ثم سكنَ بأَخَرَةٍ من عمره الكوفة، فكان فيها من وجوه قومه وأشرافهم، روى عن الرسول أحاديث عدّة.

## في كربلاء
لمّا خطب الحسين بن علي يوم العاشر من محرم مخاطبا القوم، أنشده بعدها فروة بن المسيك بأبيات لا تزال تتداولها الأيام والدول والعرب: